# Mel (nome)
Mel  è un nome proprio di persona inglese maschile e femminile.

## Origine e diffusione
È la forma abbreviata di nomi maschili e femminili che cominciano con Mel, quali Melvin, Melissa, Melanie e Melody. I nomi Melinda e Melina possono essere derivati di Mel.

## Onomastico
L'onomastico si può festeggiare il 6 febbraio in ricordo di san Mel (o Melis), missionario irlandese e fondatore della Diocesi di Ardagh.

## Persone
- Mel Collins, sassofonista e flautista britannico
- Mel Counts, cestista statunitense
- Mel Galley, chitarrista inglese
- Mel Gibson, attore e regista statunitense
- Mel Hopkins, calciatore gallese
- Mel Ramos, pittore statunitense
- Mel Smith, attore, regista e produttore cinematografico britannico
- Mel Stuart, regista statunitense
- Mel Winkler, attore e doppiatore statunitense

### Diminutivo di Melvin e Melvyn
- Mel Bennett, cestista statunitense
- Mel Blanc, doppiatore statunitense
- Mel Blount, giocatore di football americano statunitense
- Mel Brooks, attore e regista statunitense
- Mel Dalgleish, cestista australiano
- Mel Daniels, cestista e allenatore di pallacanestro statunitense
- Mel Davis, cestista statunitense
- Mel Gibson, cestista e allenatore di pallacanestro statunitense
- Mel Hutchins, cestista statunitense
- Mel Lewis, batterista statunitense
- Mel McCants, cestista statunitense
- Mel McGaha,  cestista e allenatore di baseball statunitense
- Mel Nowell, cestista statunitense
- Mel Patton, atleta statunitense
- Mel Payton, cestista e allenatore di pallacanestro statunitense
- Mel Peterson, cestista statunitense
- Mel Riebe, cestista statunitense
- Mel Sembler, politico, diplomatico e imprenditore statunitense
- Mel Thurston, cestista statunitense
- Mel Tormé, cantante e musicista statunitense
- Mel Turpin, cestista statunitense

### Diminutivo di Melanie
- Mel B, cantante e attrice britannica
- Mel C, cantautrice britannica

### Diminutivo di altri nomi
- Mel Ferrer, attore, regista e produttore statunitense
- Mel Martinez, politico statunitense
- Mel Previte, chitarrista italiano

## Il nome nelle arti
- Mel Bernstein è un personaggio del film del 1983 Scarface, diretto da Brian De Palma.
- Mel Boudreau è un personaggio della serie televisiva Sentieri.
- Mel Kaye è un termine che indica l'archetipo del "vero programmatore".
- Mel and Kim sono state un duo musicale inglese.

## Toponimi
- Mel è un comune italiano in provincia di Belluno.
- Il Mel's Diner è un locale situato a Phoenix, in Arizona.
- Mel 101 e Mel 111 sono due ammassi aperti situati rispettivamente nelle costellazioni della Carena e della Chioma di Berenice.